# Roșca Bonczos Zsuzsa
Roșca Bonczos Zsuzsa (Nagyszalonta, 1943. május 9. – 2020. október 14.) erdélyi magyar pszichológus, pszichoterapeuta, pszichodráma-kiképző, szupervizor, szakíró, tanár.

## Életpályája
Középiskoláit Nagyszalontán végezte, majd filozófia-pszichológia szakos diplomát szerzett a kolozsvári Babeș–Bolyai Tudományegyetem Történelem-Filozófia Karán 1966-ban. 1966 és 1970 között a kolozsvári Irisz lakónegyedben működő kultúrotthon igazgatói tisztségét töltötte be, az 1970–71 időszakban pedig a Dolgozó Nő című folyóirat pszichológia-rovatának szerkesztőjeként dolgozott. 1971-től 1980-ig iskolapszichológus volt a mai Báthory István Elméleti Líceum elődjében (az akkori 11-es számú Középiskolában, amely 1977-től a 3-as számú Matematika–Fizika Líceum nevet viselte.) 1974 és 1980 között a BBTE Történelem-Filozófia Karán a hallgatók pedagógiai gyakorlatáért felelt. 
Az iskolapszichológusi rendelők megszüntetése után 1980 és 2000 között társadalomtudományi tantárgyakat tanított a kolozsvári Ady-Șincai Líceumban és a Brassai Sámuel Elméleti Líceumban. 1986-ban megszerezte az I. tanári fokozatot. Amikor 1993-ban újraindult a kommunizmus ideje alatt államosított kolozsvári Unitárius Kollégium, őt is meghívták oda tanítani. Tanári  munkáját ebben az intézményben 2003-ig folytatta.
Tanárként és iskolapszichológusként részt vett a kolozsvári egyetem lélektan tanszéke és a Pedagógiai Kutatóintézet kezdeményezte kutatásokban, de önálló iskolapszichológiai felméréseket is végzett. Esetelemzéseit az 1971-től vezetett pszichológusi naplójában rögzítette, ennek anyagából több mint száz részlet jelent meg a Dolgozó Nő, illetve a Családi Tükör,  A Hét és a TETT oldalain.
Az 1996–2002 közötti időszakban a Babeș-Bolyai Tudományegyetem Bölcsészettudományi Karán, 2001-től 2007-ig pedig a Pszichológia és Neveléstudományok Karon dolgozott társult oktatóként. 1992–2003 között ismét ő irányította a hallgatók szakmai gyakorlatát.
1990-től 2000-ig változatos posztgraduális képzéseken vett részt, amelyek során különböző csoportmódszereket sajátított el: a családterápiát, a Bálint-módszert, de legfőképpen a pszichodrámát. Ez utóbbiban 1999-ben pszichopterapeuta és kiképzői képesítést szerzett. Pszichodramatikus tevékenysége: 1996-tól kezdődően számos önismereti, személyiségfejlesztő és tematikus csoportot vezetett megközelítőleg 2800 órában.
Miután 1990-ben megismerkedett a pszichodráma módszerével, az ezt követő két évtizedben – a módszer  tanulásának időszakában és a diploma megszerzése után egyaránt – folyamatosan részt vett a hazai és nemzetközi konferenciákon (egyeseken műhelyfoglalkozást is tartott), valamint a szakmai továbbképző tevékenységeken, amelyek a romániai J. L. Moreno Pszichodráma Társaság szervezésében zajlottak
Kolozsváron, és nemzetközileg elismert meghívott előadók tartották (többek között Reinhard T. Krüger, Friedel Geisler, Mävers Ildikó Németországból, Figusch Zoltán az Egyesült Királyságból).

## Válogatás írásaiból
- Kezdetek Erdélyben, Pszichodráma Újság, Különkiadás, 68. oldal, 2005, Budapest[1]
- Találkozásaink palettája, Pszichodráma Újság, Különkiadás, 69. oldal, 2005, Budapest
- Ambivalencia fiatal korban és annak feldolgozása az önismereti pszichodráma csoportban – diplomadolgozat a pszichodráma pszichoterapeuta cím megszerzéséért, 1999
- Mi van a ketrecben, TETT, 1980. 15. szám (A család), 26–29. old.  Online hozzáférés

## Szervezeti tagságai
- J. L. Moreno Pszichodráma Társaság – alapító tagja, alelnöke és szakmai bizottságának tagja volt 1999-től
- Magyar Pszichodráma Egyesület, Magyarország
- Psychodrama Institut für Europa (PIFE) (2017 óta Psychodrama Association for Europe – PAfE), Németország
- Romániai Bálint Egyesület
- Román Pszichoterápia Szövetség